# Tapete Vermelho (filme)
Tapete Vermelho é um filme brasileiro de 2006, do gênero comédia, com roteiro de Rosa Nepomuceno e direção de Luiz Alberto Pereira.

## Sinopse
Quinzinho tem uma promessa a cumprir: levar seu filho, Neco, à cidade para assistir a um filme do Mazzaropi. Eles moram num pequeno sítio no interior de São Paulo. Nessa verdadeira odisseia por cidades do interior paulista, ele também leva sua esposa Zulmira, que parte a contragosto, e o burro Policarpo. Na jornada, eles encontram peculiaridades regionais e passam por situações mágicas, relacionadas à crendice popular.

## Elenco
- Matheus Nachtergaele .... Quinzinho (Joaquim Silva)
- Gorete Milagres .... Zulmira
- Vinícius Miranda .... Neco
- Cássia Kiss .... Tia Malvina
- Paulo Betti .... Aparício
- Jackson Antunes .... Gabriel
- Rosi Campos .... Maria
- Débora Duboc .... Sebastiana
- Paulo Goulart .... Jeremias Caminhoneiro
- Ailton Graça .... Mané Charreteiro (Manoel Pinto)
- Cacá Rosset .... Dono do Cinema
- Duda Mamberti .... Turco do Armarinho
- Yassir Chediak .... Seu Renato
- Fernanda Ventura .... Benedita
- Manoel Messias .... Adão
- André Ceccato .... Gumercindo
- Martha Meola .... D. Rosa
- Cacá Amaral .... Seu Marcolino
- Marianna Armellini....Moça da fazenda do Seu Marcolino
- Cid Maomé .... Zé Pirambêra
- Delmon Canuto .... Alberico
- José Antônio Nogueira .... Ico
- Zé Mulato .... Violeiro no Bar do Ico
- Cassiano .... Violeiro no Bar do Ico
- Kátia Berkano....Mulher do Caixa
- Maurício Ramos.... Escrivão

## Curiosidades
- As filmagens de Tapete Vermelho tiveram que ser adiadas por 9 meses, para que Matheus Nachtergaele estivesse disponível para rodar o filme. Neste período o ator estava trabalhando na novela Da Cor do Pecado, da Rede Globo.
- Vinícius Miranda foi escolhido para interpretar Neco após uma grande pesquisa, que envolveu mais de 200 crianças.
- O elenco de apoio e figuração foi selecionado entre os grupos de teatro de Taubaté e de São Paulo.
- As filmagens foram realizadas em 6 semanas, entre setembro e outubro de 2004, com locações nas cidades de Santo Antônio do Pinhal, Caçapava, Taubaté, Aparecida, Lagoinha, Roseira e São Paulo.